# Pagu
Patrícia Rehder Galvão (São João da Boa Vista, 1910. június 9. – Santos, 1962. december 12.) Pagu álnéven ismert brazil író, költő, drámaíró, újságíró és műfordító, akinek nagy szerepe volt a brazil modernista mozgalomban. Pagu politikailag is aktív volt, az 1930-as évtizedben a Brazil Kommunista Párt tagja volt.

## Életrajza
A portugál, spanyol és német származású családban született Galvão a kor erkölcsi és társadalmi normáihoz képest „haladó” nő volt. 15 évesen együttműködött a "Brás Jornal" újsággal, a Patsy álnevet használva.

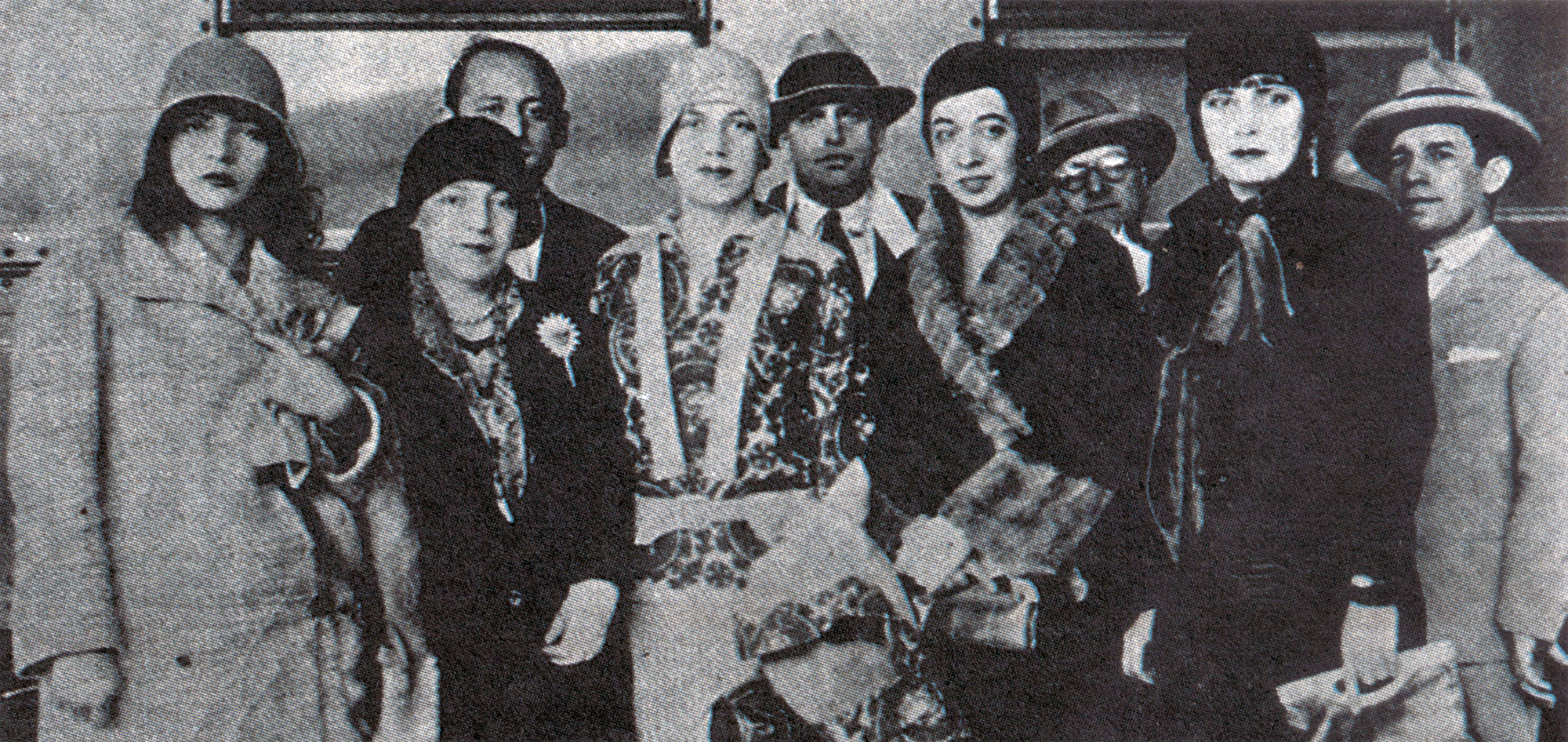
Balról jobbra: Pagu, Elsie Lessa, Tarsila do Amaral, Anita Malfatti és Eugênia Álvaro Moreyra 1928 körül.

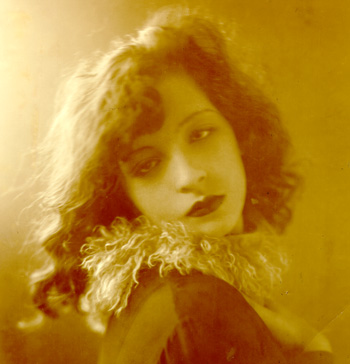
Az 1920-as évek, talán 1928, amikor a São Paulo-i modernizmus mozgalom "múzsájának" számított.

1928-ban végzett a São Paulo Normal School középiskolájában, és csatlakozott a "Movimento Antropofágico"-hoz, amelyre Oswald de Andrade és Tarsila do Amaral hatással volt. A "Pagu" becenevet Raul Bopp költőtől kapta, aki egy verset szentelt neki (Coco de Pagu). 1930-ban Pagu feleségül ment Oswald de Andrade-hoz, aki nemrég hagyta el korábbi feleségét, Tarsilát. Ugyanebben az évben megszületik Rudá de Andrade, az ő első és Andrade második fia. Mindketten a Brazil Kommunista Párt harcosai lettek, és együtt megalapították az O Homem do Povo (A nép embere) című politikai újságot, amely nyolc számig tartott, mielőtt a São Paulo-i rendőrség betiltotta. Ott Pagu megírta az „A Mulher do Povo” (A nép asszonya) című rovatot, és megrajzolta a „Malakabeça, Fanika e Kabeluda” című képregényt.
Pagut 1931-ben tartóztatták le, amikor részt vett a kikötői munkások sztrájkjában Santosban, ami az első volt a 23 letartóztatásból álló sorozatban életében. Letartóztatása után Mara Lobo álnéven kiadta a Parque Industrial (Ipari Park) című regényét.
1935-ben Párizsban letartóztatták, mint hamis személyazonosságot használó külföldi kommunistát, és hazaszállították Brazíliába. Sok veszekedés után szakított Andrade-dal. Pagu ezután folytatta újságírói tevékenységét, de a Getúlio Vargas-diktatúra erői ismét letartóztatták és megkínozták, majd öt év börtönbüntetésre ítélték. Ez alatt az öt év alatt a fiát Andrade nevelte fel. Amikor 1940-ben elhagyta a börtönt, kivált a kommunista pártból, és inkább a trockista irányvonal szocializmusát választotta. Az A Vanguarda Socialista újsághoz csatlakozott Geraldo Ferraz, Mário Pedrosa művészeti kritikus, Hilcar Leite és Edmundo Moniz társaságában.
1941. június 18-án férjhez ment Geraldo Ferrazhoz, és ebből a házasságból született második fia, Geraldo Galvão Ferraz 1941. június 18-án. Két gyermekével és férjével együtt költözött. Körülbelül ugyanebben az időben Kínába utazott, itt szerezték meg az első szójabab magvakat, amelyeket Brazíliában vezettek be.
1945-ben Pagu új regényt adott ki, A Famosa Revista címmel, amelyet férjével, Geraldo Ferrazzal írt. Az 1950-es választásokon sikertelenül próbálkozott az állam képviselői posztján.
1952-ben a São Paulo-i Színművészeti Iskolába járt, ahol előadásaikat Santosba vitte. Az avantgárd színházhoz kapcsolódva bemutatták Ionesco The Bald Soprano (A kopasz énekesnő) című művének fordítását. Lefordította és rendezte Fernando Arrabal Fando et Lis-t, egy amatőr montázst, amelyben a fiatal művész, Plínio Marcos debütált. Olyan szerzők verseit is fordította, mint Guillaume Apollinaire. A Santosban jelentős kulturális hatásúként ismert Pagu olyan fiatal tehetségeket bátorított, mint Plinio Marcos színész és drámaíró, valamint Gilberto Mendes zeneszerző. Különösen a színpadnak szentelte magát, és az amatőr csoportok bátorításának.
Míg még művészeti kritikusként dolgozott, megbetegedett rákban. Párizsba utazott műtétre, de pozitív eredmény nélkül. Csalódott és a kétségbeesetten beteg Pagu öngyilkosságot kísérelt meg, de nem járt sikerrel. Erről az epizódról írta az "Igazság és szabadság" című füzetet: "Egy golyó került mögé, gézlapok és összetört emlékek közé." Visszatért Brazíliába, és 1962. december 12-én meghalt a betegség következtében.

## Kulturális ábrázolások
1988-ban Pagu életét az Eternamente Pagú című film mesélte el, az első Norma Bengell által rendezett film. A címszerepet Carla Camurati alakította.
A "Pagu" című dalt Rita Lee és Zélia Duncan szerezte.

## Fordítás
- Ez a szócikk részben vagy egészben  a   Pagu című angol Wikipédia-szócikk fordításán alapul.  Az eredeti cikk szerkesztőit annak laptörténete sorolja fel. Ez a jelzés csupán a megfogalmazás eredetét és a szerzői jogokat jelzi, nem szolgál a cikkben szereplő információk forrásmegjelöléseként.